# مصطفى أبوفناس
مصطفى محمد أبوفناس (ولد سنة: 1958) هو رائد أعمال ليبي، وخبير اقتصادي، ووزير سابق، والرئيس الحالي لمجلس إدارة محفظة ليبيا أفريقيا للاستثمار.

## الدراسة
مصطفى محمد الصادق أبوفناس، وُلد في عام 1958 بمدينة مصراتة، حاصل على بكالوريوس العلوم السياسية من كلية الاقتصاد بجامعة بنغازي بالعام 1981، كما بحوزته دبلوم عالي في العلوم السياسية والعلاقات الدولية من أكاديمية الدراسات العليا، وقد بدأ حياته المهنية مُلتحقًا بالمسار الدبلوماسي حيث عمل بوزارة الخارجية، قبل انخراطه في الشؤون الاقتصادية، ومجال الأعمال الخاصة. [بحاجة لمصدر]

## المناصب
تقلد العديد من المناصب ذات الأهمية على كلا المستويين الوطني والعربي؛ حيث حمل المسؤولية كوزير للاقتصاد الليبي في الفترة ما بين 2012 إلى 2014 بحكومة علي زيدان، كما أدار جهود التعاون الدولي بوزارة الصناعة، وشغل منصب رئيس غرفة التجارة الليبية الجزائرية المُشتركة، وعمل كمنسق لغرف التجارة والصناعة بالاتحاد المغاربي. حاز العديد من العضويات، كعضوية الهيئة العليا للمعارض عن قطاع الصناعة، وكذلك عضوية الاتحاد العام لغرف التجارة والزراعة والصناعة بليبيا، وغيرها من العضويات في مجالس الأمناء والجمعيات العمومية الليبية التي نشط في الكثير منها كرئيسٍ لها. شغل عدة مناصب وبمدينته الأم مصراتة، منها رئاسة قسم الاستيراد والتصدير بقطاع الاقتصاد، وكذلك نائب ثُم رئيس غرفة التجارة والصناعة والزراعة بالمدينة، كما قد تولى مهمة الرقابة على قطاع الاقتصاد هناك بتكليف من المجلس المحلي عقب اندلاع الثورة الليبية، ووقع عليه الاختيار لرئاسة اللجنة السياسية بمجلس حكماء وأعيان مصراتة، قبل أن يتسلم مسؤولية رئاسة مجلس إدارة محفظة ليبيا أفريقيا للاستثمار في عام 2022.

## الفعاليات
شارك في الكثير من الفعاليات الاقتصادية؛ كان أبرزها القمة الاقتصادية العربية الثالثة بالرياض لعام 2013، التي حضرها بصفته رئيس المجلس الاقتصادي لجامعة الدول العربية آنذاك، حيث ترأَّس خمسة اجتماعات للمجلس، وكذلك القمة الاقتصادية الأولى بالكويت عام 2009 بصفته ممثلاً عن غرف التجارة والصناعة.